# Ängebacken
Ängebacken är en by ett par kilometer öster om Uddevalla. Den var förr station för Uddevalla-Vänersborg-Herrljunga Järnväg. Här ligger Glimminge motorstadion som är årlig värd för en Motocross-VM deltävling och BMK Uddevallas hemmabana.
Ängebacken kallas även den innersta (västra) delen av Smögens hamn, längst in på Smögenbryggan.